# Klotylda de France
Maria Adelajda Klotylda de France, znana też jako Madame Clotilde (Madame Klotylda), (ur. 1759 w Wersalu, zm. 1802) – Czcigodna Służebnica Boża Kościoła katolickiego, druga córka delfina Francji – Ludwika Ferdynanda i jego drugiej żony – Marii Józefy Wettyn. Była wnuczką króla Ludwika XV. 
Znana była również jako Grosse Madame (Gruba Madame), ponieważ była puszysta. Wychowała się razem z młodszą siostrą Madame Elżbietą (1764–1794), opiekowała się nimi guwernantka Madame de Marsan. Szybko straciła oboje rodziców: jej ojciec zmarł w 1765, a matka w 1767.

## Małżeństwo
W 1775, w Paryżu poślubiła księcia Piemontu – Karola Emanuela Sardyńskiego, najstarszego syna króla Sardynii - Wiktora Amadeusza III. Para nie miała dzieci, ale małżonkowie byli sobie bardzo oddani - zawsze szczerzy i mili dla siebie. Jej młodsza siostra Elżbieta, nigdy nie wyszła za mąż. W 1789, w jej rodzinnej Francji wybuchła rewolucja francuska, która zastała ją w spokojnym Turynie. 

## Skutki rewolucji francuskiej
W 1789 Klotylda z radością gościła swojego starszego brata Karola, hrabiego d'Artois razem z jego rodziną, którzy po wybuchu rewolucji udali się na emigrację. W 1791 przyjęła u siebie, w Turynie, również swoje dwie ciotki, córki króla Ludwika XV i Marii Leszczyńskiej – Madame Adelajdę i Madame Wiktorię (znane jako Mesdames Tantes). Ciotki wyjechały następnie do Rzymu i Neapolu, gdzie królową była Maria Karolina Habsburg, siostra Marii Antoniny–- bratowej Klotyldy. 
Klotylda z żalem opłakiwała w 1793 śmierć jej innego brata–- króla Ludwika XVI, który został zgilotynowany, a w 1794 – śmierć jej siostry Elżbiety, która zginęła w ten sam sposób. 

## Królowa
W 1796 Klotylda została królową Królestwa Sardynii, zmarła bezdzietnie w 1802. Ta śmierć tak poruszyła jej męża, że zdecydował się on abdykować i uczynił to 4 czerwca 1802, na korzyść swojego brata – Wiktora Emanuela.